# Молауер-Ланд
Молауер-Ланд (нім. Molauer Land) — громада в Німеччині, розташована в землі Саксонія-Ангальт. Входить до складу району Бургенланд. Складова частина об'єднання громад Ветауталь.
Площа — 33,94 км2. Населення становить 1024 ос. (станом на 31 грудня 2021).

## Галерея

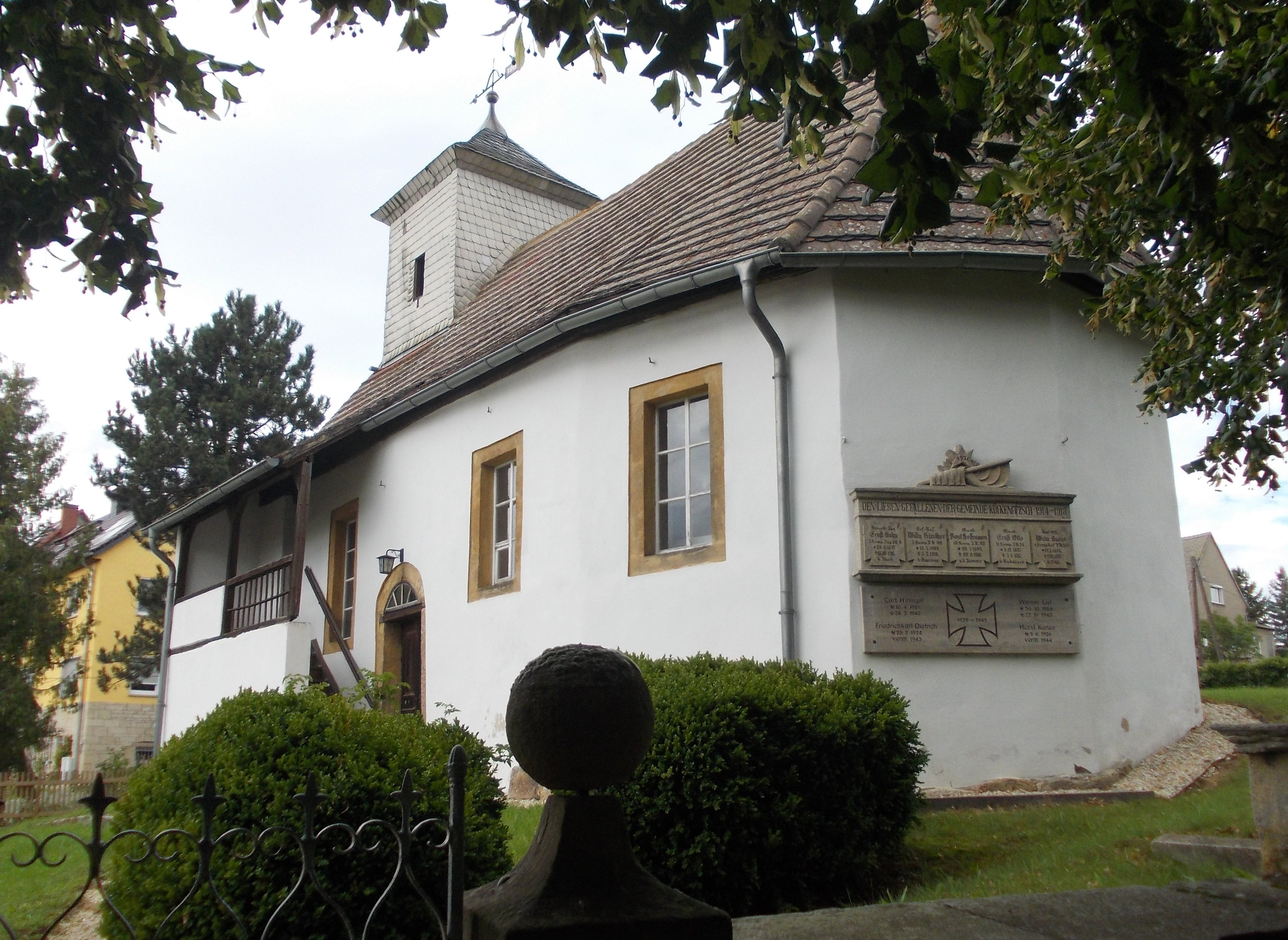